# Strahinjčica
A Strahinjčica egy közepes magasságú hegység Horvátországban, a Horvát zagorje területén, Korpona városának közelében.

## Fekvése
A hegység kelet-nyugati irányban, mintegy nyolc kilométer hosszúságban húzódik a Kostelsko gorje és az Ivaneci-hegység között. Nyugaton a Kostelsko gorjétól, a Krapinica folyó völgye választja el, északon a Žutnica és a Bednja folyók határolják, keleten az Ivaneci-hegységtől az Očura-, a Veliki- és a Sutinski- patak, délen pedig a Krapina-folyó választja el. A hegység nyugati lábánál halad át a Zágráb-Maribor közúti forgalom.

## Neve
A hegység a lábánál fekvő Strahinje faluról kapta a nevét.

## Leírása
A hegység körülbelül 8 km hosszú és meredek lejtői miatt legfeljebb 3 km széles. A területe mintegy 200 km². A legmagasabb csúcs (Sušec) a középső gerincen található. A Strahinjščica legmagasabb csúcsa azonban nem különösebben vonzó, mert nem nyújt kilátást. Szépségében felülmúlja a közeli Dedek-szikla, amely Zagorje nyugati részére nyújt kilátást. További ismert csúcsok a Sakola vagy a Sekolje (740 m) és a Gorjak (685 m). A gerincről itt ott magas sziklák és kőoszlopok állnak ki, amelyek alpesi megjelenést kölcsönöznek a meredek hegynek. A Strahinjčica vonulatai a Krapina, a Radobojsko és Mihovljansko dombokba ágaznak le.
Korpona irányától a hegyi menedékházig számos kijelölt ösvény található, amelyek kellemes kirándulásokat tesznek lehetővé. A Strahinje felől vezető út a legmeredekebb, a leglátványosabb pedig a Podgora felől való mászás a Jelenske pećine felett (egyenletes lejtésű emelkedőn). A hegyi menedékházból 30 perc emelkedéssel lehet elérni a Dedek-sziklán található kilátó feletti csúcsot. A Na Strahinjščici hegyi menedékház Gornji Jesenje felől egy erdei úton is megközelíthető.

## Földtani szerkezete
A hegység magja mezozoikumi kőzetekből áll, melyet oligocén és miocén rétegek borítanak. A harmadkori vulkanizmus nyomai az andezitben nyilvánulnak meg. A Strahinjčica körüli vulkánkitörésekről és a harmadkori geodinamikai aktivitásáról tanúskodik Strahinčica területén a termálvizek megjelenése (Sutinske Toplice). A kénlelőhelyek szintén jellemzőek a hegységre, Radoboj környékén gazdag őslénytani lelőhelyekkel.

## Növényvilág
A Strahinjščica a felsőbb részeken erdővel borított, míg az alsó részeket művelik. Jellemző fafajták a bükk, a gyertyán, a jegenyefenyő, lucfenyő, a borókafenyő stb. A Strahinjčica flórája nagyon gazdag, körülbelül 1000 különféle növényfajt azonosítottak itt.